# 鄧演達
鄧 演達（とう えんたつ、1895年3月1日 - 1931年11月29日）は、中華民国の軍人・政治家。国民政府（国民革命軍）の軍人で、粤軍（広東軍）の指揮官。中国国民党左派の要人で、後に中国国民党臨時行動委員会（第三党）を組織して、国民党・共産党の双方と異なる第三路線を標榜した。字は択生。

## 事跡

### 粤軍での台頭
父は秀才で、恵陽県城で塾教師を生業としていた。1909年（宣統元年）に広東陸軍小学に入学する。この時に、教師を務めていた鄧鏗の知遇を得る。辛亥革命が勃発すると、鄧演達も革命派の軍隊に参加した。1914年（民国）、武昌陸軍第二予備学校で学ぶ。卒業後の1916年（民国5年）に、保定陸軍軍官学校に入学した。
1919年（民国8年）の卒業後、西北地方で実習に参加した。1920年（民国9年）に鄧鏗の勧誘を受け、広州へ戻って粤軍に参加した。同年夏に、鄧鏗率いる粤軍第1師が成立すると、鄧演達は同師参謀兼歩兵独立営営長に就任する。さらに工兵営長に異動した。この後、鄧演達は孫文（孫中山）を一貫して支持し続け、孫文に反旗を翻した陳炯明の討伐などで軍功をあげた。

### 北伐での貢献
1924年（民国13年）5月、黄埔軍官学校が成立すると、鄧演達は教練部副主任兼学生総隊長に就任し、多くの学生たちを訓練して精鋭部隊の創出に貢献した。一方で、教練部主任の王柏齢とは対立し、1925年（民国14年）春、鄧は辞任に追い込まれた。まもなくドイツなど欧州各国を歴訪している。この際に、マルクス主義の書籍に親しみ、中国共産党の朱徳と親交を結んでいる。
同年冬に鄧演達は帰国する。翌年1月の中国国民党第2回全国代表大会で候補中央執行委員に選出され、さらに黄埔軍官学校教育長に就任した。同年3月20日に蔣介石が中山艦事件を引き起こすと、鄧はこれを反革命行動と糾弾する。そのため蔣に拘禁されて失脚し、潮州軍分校教育長に左遷された。
同年7月に、国民党の北伐が開始されると、鄧演達は国民革命軍総司令部政治部主任に任命される。そして、主に国民革命軍第4軍（李済深らが率いる粤軍を改組）と行動を共にした。第4軍は湖北省で呉佩孚率いる直隷派の軍を激戦の末破り、さらに武昌攻略戦では、鄧自ら前線で督戦している。10月、武昌を攻略すると、鄧は武漢行営主任、湖北政務委員会主席などの職も兼任した。

### 武漢国民政府での挫折
11月、国民党中央政治会議が武漢遷都を決定する。鄧演達らは12月に、国民党中央執行委員・国民政府委員臨時連席会議を武漢に成立させ、国民党中央組織の設立を準備した。ところが1927年（民国16年）1月、蔣介石が南昌で中央政治会議を召集し、武漢との分離を図る動きを見せる。鄧らは、3月10日に漢口で国民党2期3中全会を開催して、蔣の職務を停止し、孫文の聯ソ・聯共・扶助農工の3大政策の支持を表明した。鄧はまた、中央執行委員、中央政治委員会委員、中央農民部長、武漢軍事政治学校責任者などを兼任している。
鄧演達は、聯共、農民解放運動を支持する政治理念を有しており、湖北や湖南で発生していた農民運動も容認していた。しかしこの姿勢は、国民党右派だけでなく汪兆銘（汪精衛）ら武漢国民政府内の要人との関係まで悪化させることになった。同年4月12日の上海クーデターに際しては、鄧は蔣介石討伐（東征）を主張している。同月、鄧は第2次北伐を敢行し、張作霖の奉天派を、馮玉祥と協力して河南で撃破した。しかしこれ以後も、対共産党、対ソ連などをめぐって武漢政府内の路線対立は激化し、遂に6月30日に鄧は辞職してモスクワに亡命した。その翌月に、武漢国民政府は反共を決定している。

### 第三党指導者として
それからしばらく、鄧演達はソ連や欧州に滞在し、引き続き反蔣介石運動を継続した。1930年（民国19年）春、鄧は帰国して、上海で成立していた中華革命党を中国国民党臨時行動委員会（一般には、「第三党」と呼ばれる）に改組し、中央幹事会総幹事に選出されてその指導者となった。鄧は、「農工（農民・労働者）を中心とした平民政権」の樹立を目指すと唱え、14省に地方組織を結成し、『革命行動』という月刊誌を刊行した。このようにして、国民党とも共産党とも異なる第三路線を追求したのである。
これ以後、鄧演達は、反蔣介石の各派と連合して、第三党政権樹立や蔣介石打倒のための画策を繰り返した。特に、粤軍時代の同志との連携を強めたが、1930年（民国19年）の反蔣各軍の敗北、1931年（民国20年）の満州事変の勃発に伴う各派大同団結などにより、鄧の狙いは実現しなかった。これらの画策を知った蔣も、鄧の抹殺を決断した。
1931年（民国20年）8月19日、鄧演達は、上海で同志の裏切りにより拘束され、南京に護送された。同年11月29日、鄧は秘密裏に処刑された。享年37（満36歳）。なお第三党は、その後も同志の黄琪翔・章伯鈞らにより統率された。1947年（民国36年）に中国農工民主党と改称され、現在でも中華人民共和国の民主党派（衛星政党）として存続している。

## 注
1. ↑  孫文の中華革命党とは別組織。国民党・共産党から離脱した人士で構成された第三路線標榜の組織である。